# Ner tamid

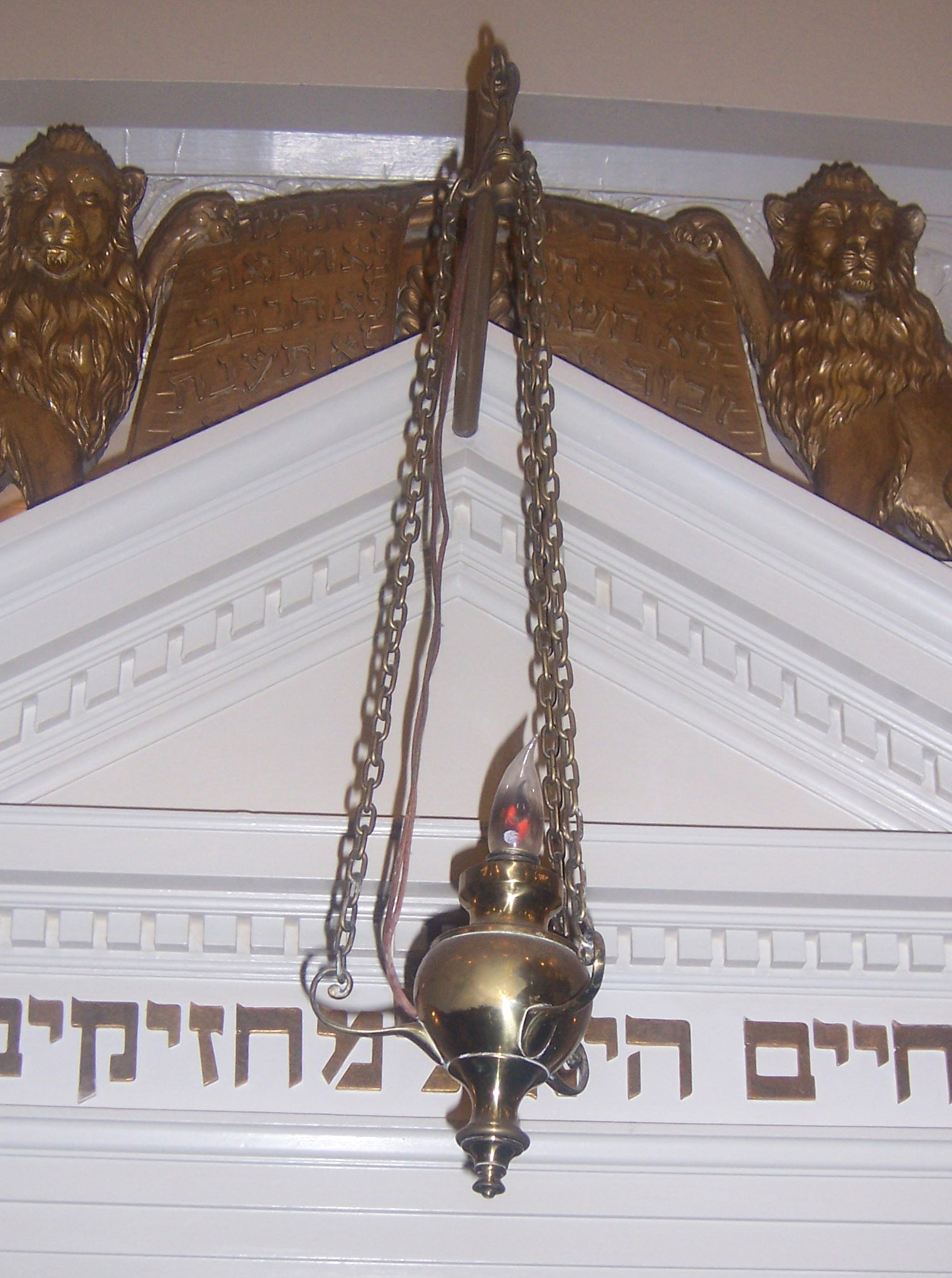
Ner tamid

Ner tamid (hebr. ‏נר תמיד‎, dosł. „wieczne światło”, jid. ‏נר־תּמיד‎ nejr-tomed lub nejir tomid) – w synagodze lampka symbolizująca obecność boskiego światła, pierwotnie umieszczana w niszy, w ścianie zachodniej bóżnicy, a później zawieszana przed lub nad aron ha-kodesz. Lampka powinna palić się bez przerwy, nawet wtedy, gdy synagoga jest pusta lub zamknięta. Stanowi wspomnienie złotej menory, która była ustawiona w Pierwszym Przybytku, a także używana później w Świątyni Jerozolimskiej.